# ニコ・オライリー
ニコ・オライリー（Nico O'Reilly, 2005年3月21日 - ）は、イングランドのグレーター・マンチェスター州マンチェスター出身のプロサッカー選手。プレミアリーグのマンチェスター・シティFC所属。ポジションはミッドフィールダー。

## 経歴
2011年に8歳でマンチェスター・シティFCのユースアカデミーに加入。2022年7月に最初のプロ契約を結んだ。
2024年8月10日、FAコミュニティ・シールドのマンチェスター・ユナイテッドFC戦に途中出場してプロデビューした。

## 代表歴
2021年から世代別のイングランド代表に選出されている。

## タイトル

### クラブ
マンチェスター・シティ
- FAコミュニティ・シールド：1回（2024年）